# تبغ المضغ

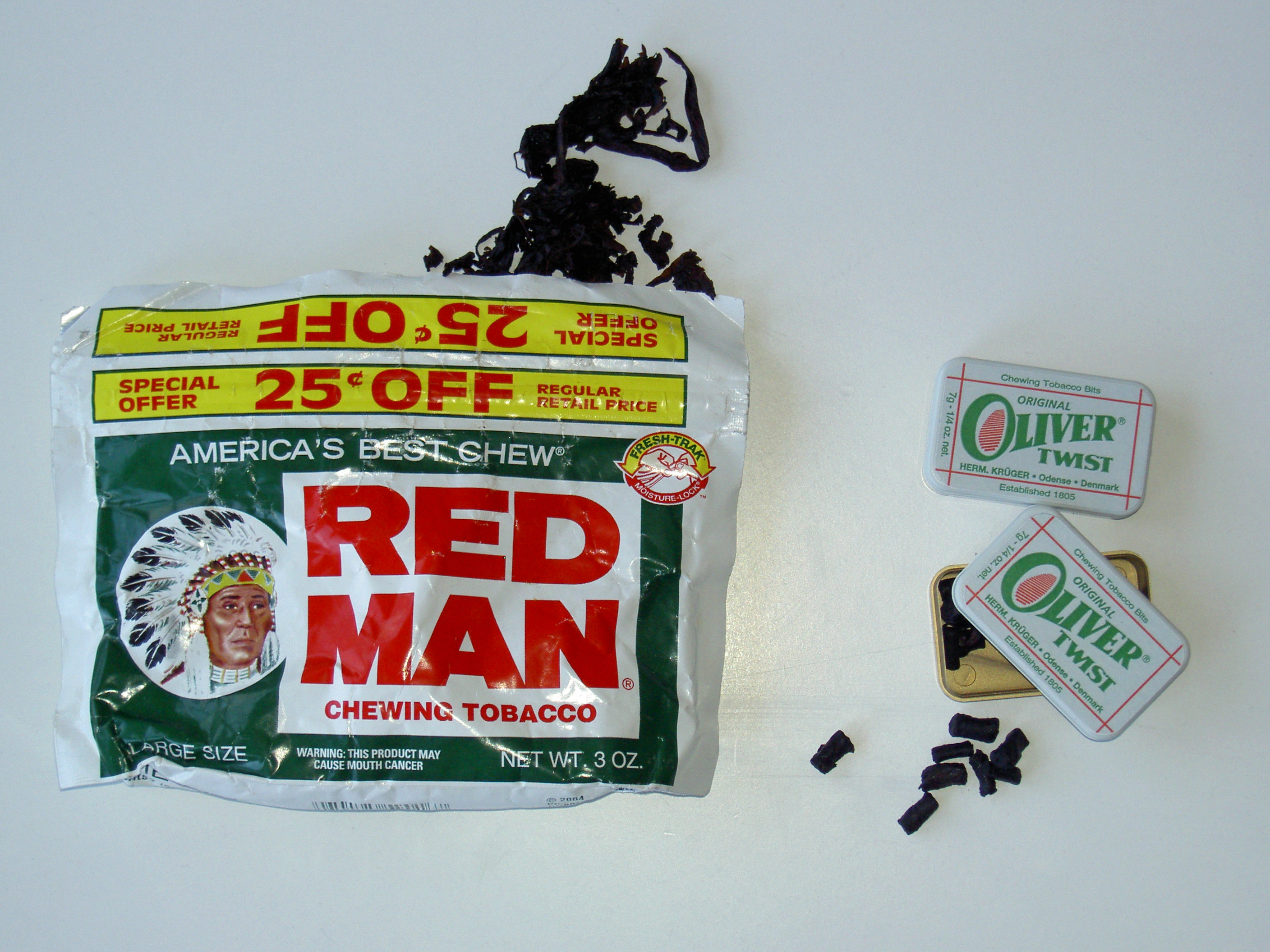
تبغ مصنع للمضغ

تبغ المضغ، هو نوع من منتجات التبغ عديم الدخان، يُوضع بين الخد واللثة السفلية لاستخلاص نكهته. وهو يتكون من التبغ المعتق المفروم بشكل خشن والمملوء بنكهة ومحلى في كثير من الأحيان؛ فهو ليس مطحونًا جيدًا مثل تبغ الغمس. ثم يُبصق السوائل غير المرغوب فيها.
يمكن تقديم مضغ التبغ إما على شكل أوراق سائبة أو مضغوط في "سدادة" صغيرة مستطيلة الشكل. تُنتج جميع أنواع التبغ المضغ الحديث تقريبًا بمعالجة الأوراق، وتقطيعها، وتخميرها، ومعالجتها، والتي قد تشمل التحلية والنكهة. تاريخيًا، كانت العديد من العلامات التجارية الأمريكية لتبغ المضغ المشهورة خلال حقبة الحرب الأهلية الأمريكية تُصنع من قصاصات السيجار. مضغ التبغ هو مصدر للنيكوتين.

## الآثار الصحية
يؤثر تعاطي التبغ غير المدخن سلباً على صحة المدمن، ابتداءً بالإضرار بصحة الأسنان وانتهاءً بالسرطان:
1. إدمان النيكوتين.
2. أمراض الفم واللثة والأسنان بالإضافة إلى رائحة الفم الكريهة.
3. القرحة المعدية.
4. أمراض القلب والجهاز الدوري (ارتفاع ضغط الدم، الذبحات الصدرية، السكتة الدماغية...).
5. السرطان (خاصة سرطان الفم واللسان والبلعوم والحنجرة...).
6. الضعف الجنسي والعقم.
7. التأثير على حياة الجنين في حال تعاطي الأم الحامل.
8. أمراض الكلى، وذلك نتيجة للأملاح والمخلفات والمُضافة.
9. تسوس الأسنان.